# Sofia Mattsson
Sofia Magdalena Mattsson, född 11 november 1989 i Gällivare, är en svensk brottare.
Mattsson tävlar för Gällivare SK men bor i Helsingborg. Hon tränas av Fariborz Besarati och sin far Karl-Erik Taivalsaari. Hon har tävlat i olika viktklasser, men tävlar för närvarande (2017) i 55 kilos-klassen. I OS 2016 tävlade hon i 53 kilos-klassen. Dessutom tränar hon Eslövs damjuniorer i brottning en dag i veckan. Hennes syster Johanna Mattsson är också en brottare på hög nivå.
Sofia Mattsson är sambo med Robert Rosengren, brottare i IK Sparta. Paret fick en dotter den 2 november 2017.

## Meriter
Sedan 2000 har Sofia Mattsson vunnit 11 SM-guld (6 kadettmästerskap, 2 juniormästerskap och 3 seniormästerskap), 2 junior-VM-guld, två EM-guld, två EM-silver samt ett EM-brons. I EM 2013 i Tbilisi, Georgien, vann hon guld i 55-kilosklassen efter att ha slagit grekiskan Maria Prevolaraki i finalen med 3–0.
I VM i Baku 2008 kvalificerade hon sig för de olympiska sommarspelen 2008 genom att placera sig på en åttonde plats.. I OS placerade hon sig på en 12:e plats. Sedan i VM 2009 vann hon alla sina matcher utan att tappa en enda poäng, och slutade därmed etta. Detta var hennes första guld på seniornivå. I VM 2011 tog sig Mattsson, som gått från 51 kilo till 59, hela vägen till final i mästerskapet som avgjordes i Istanbul, Turkiet. I finalen förlorade hon mot ukrainskan Ganna Vasylenko, som vann med 2–2, 1–2.
I EM 2014 i Vanda, Finland tog Mattsson guld i 55-kilosklassen då hon i finalen slog polskan Anna Zwirydowska med 6–0 och fall efter 1 min. 54 sek. i första perioden. Hon blev även Europamästarinna 2015, i samband med Europeiska spelen i Baku, samt 2016 i Riga.
I OS 2016 tog hon brons i 53-kilosklassen på fall efter 29 sekunder.